# Megumi Kamionobe
Megumi Kamionobe (上尾野辺 めぐみ, Kamionobe Megumi, Yokohama, 15 maart 1986) is een Japans voetbalster die als middenvelder speelt bij Albirex Niigata.

## Carrière

### Clubcarrière
Kamionobe begon haar carrière in 2006 bij Albirex Niigata.

### Interlandcarrière
Kamionobe maakte op 1 augustus 2009 haar debuut in het Japans vrouwenvoetbalelftal tijdens een vriendschappelijke wedstrijd tegen Frankrijk. Zij nam met het Japans elftal deel aan de wereldkampioenschappen vrouwenvoetbal in 2011 en zij speelde de wedstrijd tegen Zweden. Japan behaalde goud op de wereldkampioenschappen. Zij nam met het Japans elftal deel aan de wereldkampioenschappen vrouwenvoetbal in 2015. Zij speelde twee wedstrijden tegen Kameroen en Ecuador. Japan behaalde zilver op de wereldkampioenschappen. Ze heeft 34 interlands voor het Japanse vrouwenelftal gespeeld en scoorde daarin twee keer.

## Statistieken
| Japans vrouwenvoetbalelftal | Japans vrouwenvoetbalelftal | Japans vrouwenvoetbalelftal |
| Jaar                        | Wed.                        | Dlp.                        |
| --------------------------- | --------------------------- | --------------------------- |
| 2009                        | 1                           | 0                           |
| 2010                        | 10                          | 1                           |
| 2011                        | 6                           | 1                           |
| 2012                        | 1                           | 0                           |
| 2013                        | 5                           | 0                           |
| 2014                        | 4                           | 0                           |
| 2015                        | 5                           | 0                           |
| 2016                        | 2                           | 0                           |
| Totaal                      | 34                          | 2                           |